# Olympische Sommerspiele 2024/Teilnehmer (Mosambik)
| Gelbes Symbol für Goldmedaillen mit stilisierten Olympischen Ringen | Graues Symbol für Silbermedaillen mit stilisierten Olympischen Ringen | Braundes Symbol für Bronzemedaillen mit stilisierten Olympischen Ringen |
| ------------------------------------------------------------------- | --------------------------------------------------------------------- | ----------------------------------------------------------------------- |
| —                                                                   | —                                                                     | —                                                                       |

Mosambik nahm an den Olympischen Spielen 2024 vom 26. Juli bis zum 11. August 2024 in Paris mit 7 Athleten (3 Männer, 4 Frauen) teil. Es war die insgesamt zwölfte Teilnahme an Olympischen Sommerspielen.

## Teilnehmer nach Sportarten

### Boxen
Beim afrikanischen Qualifikationsturnier in Dakar gewann Acinda Panguana für den Wettbewerb im Weltergewicht der Frauen. Zudem erhielt Tiago Muxanga eine Wildcard für den Wettbewerb im Halbmittelgewicht der Männer.
| Athleten        | Wettbewerb       | 1. Runde      | 1. Runde | Achtelfinale | Achtelfinale | Viertelfinale | Viertelfinale | Halbfinale    | Halbfinale    | Finale        | Finale        | Rang |
| Athleten        | Wettbewerb       | Gegner        | Ergebnis | Gegner       | Ergebnis     | Gegner        | Ergebnis      | Gegner        | Ergebnis      | Gegner        | Ergebnis      | Rang |
| --------------- | ---------------- | ------------- | -------- | ------------ | ------------ | ------------- | ------------- | ------------- | ------------- | ------------- | ------------- | ---- |
| Frauen          |                  |               |          |              |              |               |               |               |               |               |               |      |
| Acinda Panguana | Klasse bis 66 kg | J. Triebeľová | 5:0      | Yang L.      | 0:5          | ausgeschieden | ausgeschieden | ausgeschieden | ausgeschieden | ausgeschieden | ausgeschieden | 9    |
| Männer          |                  |               |          |              |              |               |               |               |               |               |               |      |
| Tiago Muxanga   | Klasse bis 71 kg | M. Schachidow | 4:1      | M. Verde     | 2:3          | ausgeschieden | ausgeschieden | ausgeschieden | ausgeschieden | ausgeschieden | ausgeschieden | 9    |

### Judo
| Athleten        | Wettbewerb       | 1. Runde       | 1. Runde | 2. Runde | 2. Runde | Achtelfinale  | Achtelfinale  | Viertelfinale | Viertelfinale | Halbfinale / Trostrunde | Halbfinale / Trostrunde | Finale / Platz 3 | Finale / Platz 3 | Rang |
| Athleten        | Wettbewerb       | Gegner         | Ergebnis | Gegner   | Ergebnis | Gegner        | Ergebnis      | Gegner        | Ergebnis      | Gegner                  | Ergebnis                | Gegner           | Ergebnis         | Rang |
| --------------- | ---------------- | -------------- | -------- | -------- | -------- | ------------- | ------------- | ------------- | ------------- | ----------------------- | ----------------------- | ---------------- | ---------------- | ---- |
| Frauen          |                  |                |          |          |          |               |               |               |               |                         |                         |                  |                  |      |
| Jacira Ferreira | Klasse bis 52 kg | M. M. Maharani | 0s1:10s1 | —        | —        | ausgeschieden | ausgeschieden | ausgeschieden | ausgeschieden | ausgeschieden           | ausgeschieden           | ausgeschieden    | ausgeschieden    | 17   |

### Leichtathletik
Laufen und Gehen
| Athleten      | Wettbewerb | Vorlauf | Vorlauf | Halbfinale    | Halbfinale    | Finale        | Finale        | Rang          |
| Athleten      | Wettbewerb | Zeit    | Rang    | Zeit          | Rang          | Zeit          | Rang          | Rang          |
| ------------- | ---------- | ------- | ------- | ------------- | ------------- | ------------- | ------------- | ------------- |
| Männer        |            |         |         |               |               |               |               |               |
| Steven Sabino | 100 m      | DSQ     | DSQ     | ausgeschieden | ausgeschieden | ausgeschieden | ausgeschieden | ausgeschieden |

### Schwimmen
| Athleten         | Wettbewerb   | Vorlauf     | Vorlauf | Halbfinale    | Halbfinale    | Finale        | Finale        | Rang |
| Athleten         | Wettbewerb   | Zeit        | Rang    | Zeit          | Rang          | Zeit          | Rang          | Rang |
| ---------------- | ------------ | ----------- | ------- | ------------- | ------------- | ------------- | ------------- | ---- |
| Frauen           |              |             |         |               |               |               |               |      |
| Denise Donelli   | 100 m Rücken | 1:08,73 min | 34      | ausgeschieden | ausgeschieden | ausgeschieden | ausgeschieden | 34   |
| Männer           |              |             |         |               |               |               |               |      |
| Matthew Lawrence | 100 m Brust  | 1:04,95 min | 32      | ausgeschieden | ausgeschieden | ausgeschieden | ausgeschieden | 32   |

### Segeln
Beim afrikanischen Qualifikationsevent in der Soma Bay konnte ein Startplatz im Laser Radial der Frauen gewonnen werden.
| Athleten       | Wettbewerb   | Qualifikation | Qualifikation | Medal Race    | Medal Race    | Punkte | Rang |
| Athleten       | Wettbewerb   | Punkte        | Rang          | Punkte        | Rang          | Punkte | Rang |
| -------------- | ------------ | ------------- | ------------- | ------------- | ------------- | ------ | ---- |
| Frauen         |              |               |               |               |               |        |      |
| Deizy Nhaquile | Laser Radial | 301           | 40            | ausgeschieden | ausgeschieden | 301    | 40   |